# Drškovci
Drškovci är en ort i Požega i Požega-Slavoniens län i Kroatien. Den hade 411 invånare år 2011.